# تاکابوتی
تاکابوتی (انگلیسی: Takabuti) زنی متأهل از مصر باستان بود که بین بیست تا سی سالگی درگذشت. او در شهر تِبِس مصر، در اواخر دودمان بیست و پنجم مصر (حدود سال ۶۶۰ پیش از میلاد) زندگی می‌کرد. جسد مومیایی‌شدهٔ او و تابوتش هم‌اکنون در موزه اولستر در شهر بلفاست ایرلند شمالی نگهداری می‌شود. تاکابوتی نخستین مومیایی‌ای بود که در ایرلند گشوده شد؛ این اتفاق در سال ۱۸۳۵ رخ داد.
تابوت او در تاریخ ۲۷ ژانویه ۱۸۳۵ در موزه انجمن تاریخ طبیعی بلفاست در کالج اسکوئر شمالی باز شد و پارچه‌های مومیایی باز شدند. ادوارد هینکس، مصرشناس برجستهٔ ایرلندی، در این مراسم حضور داشت و کتیبه‌های هیروگلیفی را رمزگشایی کرد. این نوشته‌ها نشان دادند که تاکابوتی زنی از طبقهٔ اشراف و بانوی یک خانهٔ بزرگ بوده است.
نام مادر او تاسِنی‌ریت و نام پدرش نِس‌پارِه، کاهن معبد آمون بوده است. تاکابوتی در گورستانی در غرب تبس دفن شده بود. در ابتدا تصور می‌شد که او به قتل رسیده است، چرا که آثار بریدگی با چاقو بر بدنش دیده می‌شد.
پس از جنگ‌های ناپلئونی، تجارت مومیایی‌های مصری رونق یافت. تاکابوتی در سال ۱۸۳۴ توسط توماس گرگ از خانهٔ بَلیمیناک در هالیوود واقع در شهرستان داون خریداری شد. در آن زمان، باز کردن مومیایی‌ها هم کنجکاوی‌برانگیز بود و هم از منظر علمی اهمیت زیادی داشت. در بررسی‌های بعدی، گونه‌هایی از قاب‌بالان کشف شد که بعدها به‌عنوان سوسک پاقرمز گوشت هوپ، ۱۸۳۴، سوسک چرم و فرش دی‌گیر، ۱۷۷۴ و سوسم گوشت فریسکیُ کوگه‌لان، ۱۷۹۲ شناسایی شدند. تابوت نقاشی‌شدهٔ او به‌تنهایی توجه زیادی را جلب کرد، و پارچه‌های کتانی ظریف مومیایی نیز مورد توجه ویژه قرار گرفتند؛ به‌ویژه در شهری که مرکز صنعت کتان ایرلند بود. با گذشت ۱۷۰ سال، تاکابوتی همچنان یکی از جاذبه‌های محبوب بازدیدکنندگان باقی مانده است.
در آوریل ۲۰۲۱، کتابی تازه دربارهٔ تاکابوتی منتشر شد که نشان داد برخلاف تصورات پیشین، او با چاقو کشته نشده، بلکه با تبر به قتل رسیده است—احتمالاً زمانی که سعی داشته از مهاجمش فرار کند (که گفته می‌شود یا یک سرباز آشوری بوده یا یکی از افراد خودی).
زخم در ناحیهٔ بالای شانهٔ چپ او یافت شده و به‌احتمال زیاد باعث مرگ آنی‌اش شده است. همچنین مشخص شد که برخلاف تصورات قبلی، قلب او برداشته نشده بود. افزون بر این، دو جهش ژنتیکی نادر در بدن او کشف شد: یک دندان اضافه (که فقط در ۰٫۰۲ درصد جمعیت دیده می‌شود) و یک مهرهٔ اضافی در ستون فقرات (که در ۲ درصد جمعیت دیده می‌شود).

## پژوهش دی‌ان‌ای
در سال ۲۰۲۰، مرکز کی‌ان‌اچ دانشگاه منچستر، دی‌ان‌ای میتوکندری (mtDNA) تاکابوتی را مورد بررسی قرار داد. نتیجهٔ این بررسی نشان داد که تک‌گروه او از نوع H4a1 بوده است؛ این تک‌گروه به‌طور عمده به‌عنوان «تک‌گروه اروپایی» توصیف شده و نشان‌دهندهٔ ریشه‌های اروپایی فرد است.
در سوابق باستان‌شناسی، تک‌گروه H4a1 پیش‌تر در بقایای انسان‌هایی از: جزایر قناری (بازماندگان قوم گوانچه، بین قرون ۶ تا ۱۴ میلادی)، فرهنگ‌های باستانی پیاله ناقوسی و اونیتیتسه در آلمان (حدود ۲۵۰۰ تا ۱۸۰۰ پیش از میلاد) و یک فرد از دورهٔ آغازین عصر برنز در بلغارستان (حدود ۲۲۰۰ پیش از میلاد) یافت شده است. قدیمی‌ترین نمونه‌های گزارش‌شده از H4a1 متعلق به دوران نوسنگی کاردیال در اسپانیا و پرتغال هستند که قدمتشان به حدود ۵۳۰۰ پیش از میلاد می‌رسد. بر پایهٔ پژوهش‌های فریگل و همکاران (۲۰۱۹ و ۲۰۲۰)، وجود تک‌گروه H4a1 در نمونه‌های باستانی جزایر قناری با «ورودهای پیشاتاریخی اوراسیایی به شمال آفریقا» هم‌خوانی دارد. همچنین، حضور این تک‌گروه در اروپا در دوران عصر برنز از احتمال مهاجرت‌هایی به شمال آفریقا پس از دوران نوسنگی پشتیبانی می‌کند. در بقایای گوانچه‌ها از جزایر قناری، هر دو منشأ کشاورزان نوسنگی اروپایی وفرهنگ پیاله ناقوسی اروپای مرکزی شناسایی شده است. نوع خاص H4a1 که در تاکابوتی یافت شده، در جمعیت‌های امروزی بسیار نادر است، به‌طوری‌که در حدود ۲٪ از مردم جنوب ایبری (اسپانیا/پرتغال)، حدود ۱٪ از جمعیت لبنان و ۱٫۵٪ از چند جمعیت مختلف جزایر قناری دیده شده است.
بررسی موی تاکابوتی که به خوبی حفظ شده بود نیز نشان داد که رنگ طبیعی موی او قهوه‌ای مایل به قرمز (مو خرمایی) بوده است.